# Монреаль (замок)
Монреаль (араб. مونتريال; лат. Mons Regalis, Mont Real), або Замок Еш-Шубак (араб. قلعة الشوبك) —  замок хрестоносців у Йорданії. Був споруджений в 1115 році за ініціативи Балдуїна I посеред родючої долини Ваді-ель-Араба. В 1187 році контроль над замком здобуло військо мусульман на чолі з султаном Салахом ед Діном. Сьогодні Монреаль, що входить до попереднього списку Світової спадщини ЮНЕСКО, розташований поруч з містом Еш-Шубак у провінції Маан.

## Історія
Замок був побудований в 1115 році за ініціативи Короля Єрусалима Балдуїна I під час його кампанії по захопленню порту Акаби на Червоному морі. Спочатку замок називався Крак-де-Монреаль або Монс-Регаліс, втім згодом він був перейменований у Монреаль на честь короля, що зробив вагомий внесок у його будівництво.
Замок розташований на вершині круглого пагорба, відокремленого від решти Ідумейської рівнини, що незважаючи на зовнішній вигляд, була відносно родючим місцем. До того ж, Монреаль займав старатегічне вдале положення на вершині, з якої відкривався вид на головні караванні шляхи між Єгиптом та Сирією. Це дозволяло контролюючим замок силам, на додачу до купців, оподатковувати також паломників до Мекки та Медини. 
Одним з найголовніших недоліків цього розташування, з яким хрестоносці стикалися по всьому Близькому Сході, була відсутність надійного джерела прісної води. Ця проблема була вирішена будівництвом тунелю до двох резервуарів у підніжжя пагорба, що містили накопичену з джерел воду.

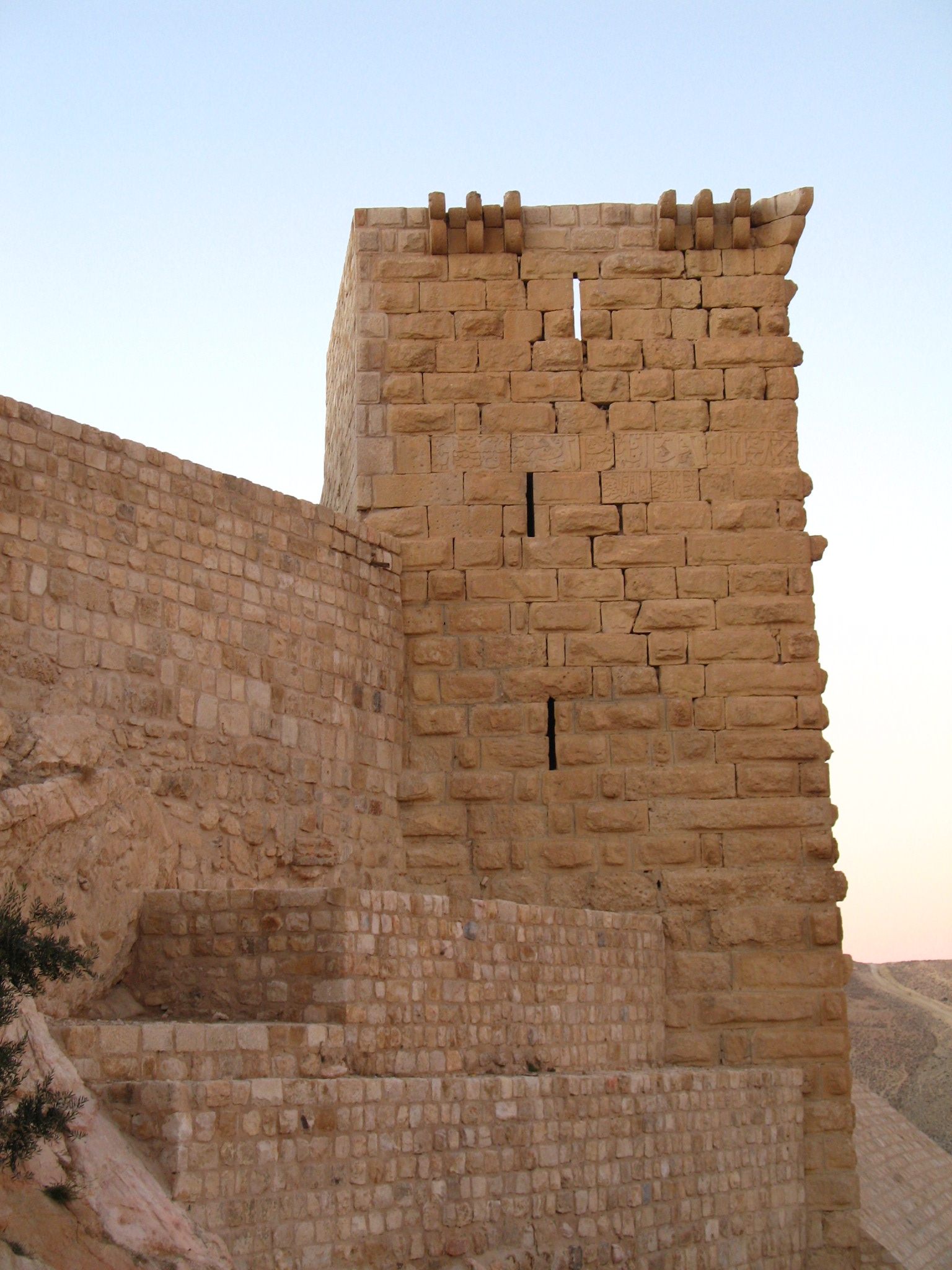
Вежа замку

Замок залишався власністю королівської родини Єрусалимського королівства до 1142 року, коли він перейшов під контроль князівства Трансйорданія. Тоді ж столиця князівства була перенесена до Караку — більш укріпленої фортеці на північ від Монреаля. Замок використовувався князем Рено де Шатільйоном як база для нападів на багаті каравани, яким раніше дозволялося проходити неушкодженими. За ініціативи де Шатільйона в замку почалося будівництво кораблів, що перевозилися сушею до Червоного моря з намірами нападу на саму Мекку. 
Загроза вторгнення до цього міста поклала край терпінню аюбідського султана Салаха ед Діна, який вторгся до території навколо замку в 1187 році. Захопивши Єрусалим, того ж року він взяв в облогу Монреаль, під час якої, за переказами, захисники обмінювали своїх дружин та дітей на їжу та ставали сліпими від нестачі солі. Розташування замку на пагорбі запобігало війську Салаха ед Діна  використання облогових машин, втім за майже два роки, в травні 1189, фортеця остаточно перейшла під контроль мусульман, що дозволили сім'ям хрестоносців повернутися додому. Після здобуття Монреалю Салах ед Дін передав його своєму братові аль Аділу, яким той володів до 1193 року.
Відмова від повернення замків Монреаль та Карак стала основною причиною провалу переговорів між Аюбідами та хрестоносцями в 1218—19 роках. У 1261 році мамелюцький султан Бейбарс, який народився в Криму, захопив замок і передав його під контроль Єгипту.

## Структура

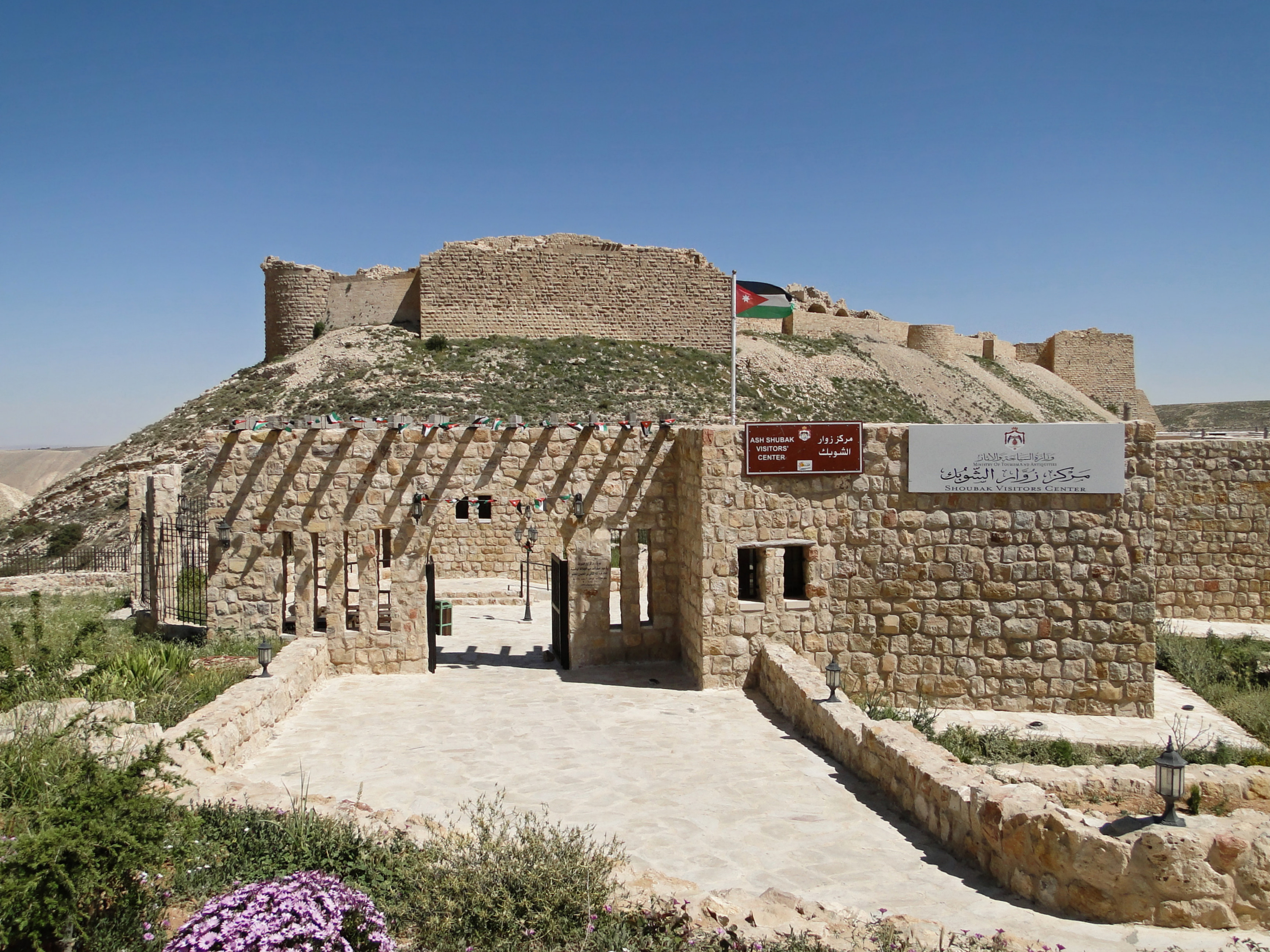
Вхід до замку

Хоча повні розкопки замку ніколи не проводилися, відомо про існування трьох стін, залишки яких досі можна побачити. Втім, початкові укріплення, споруджені хрестоносцями, майже не зберіглися. Найзначнішими елементом первісної структури замку є залишки куртини, що проходить між двома каплицями та пізнішими мусульманськими прибудовами. 
Зовнішній вигляд та вежі замку були споруджені за ініціативи мамелюцького султана Ладжина аль Мансура. На стінах досьогодні збереглися написи XIV століття, але інтер'єри замку є зруйнованими. Християнський паломник Т'єтмар, який побачив замок у 1217 році після завоювання мусульманами, назвав його «найвидатнішою фортецею, оточеною трьома стінами і такою міцною, яку я ще не бачив».